# Un anno dopo (film 2000)
Un anno dopo è un cortometraggio del 2000 diretto da Silvio Soldini.